# 쿠파강
쿠파강(크로아티아어: Kupa) 또는 콜파강(슬로베니아어: Kolpa)은 크로아티아 북서부와 슬로베니아 남동부를 흐르는 강으로, 길이는 297 km, 유역 면적은 10,032 km2이다.
크로아티아 리예카 북동부에 위치한 고르스키코타르 산악 지대에 자리잡은 리스냐크 국립공원(Nacionalni park Risnjak)에서 발원한다. 동쪽을 따라 수 km 정도 흐르며 소규모 하천인 차브란카강(Čabranka)으로 흐르기 전에 슬로베니아 국경과 만난다.
동쪽으로는 프리모스테크(Primostek)에서 라히냐강(Lahinja)과 합류하며 브르보브스코(Vrbovsko), 메틀리카(Metlika)를 거쳐서 슬로베니아 국경에서 분리된다. 카를로바츠에서 도브라강(Dobra), 코라나강(Korana)과 합류하며 시사크에서 사바강과 합류한다.